# Eleutherodactylus erythroproctus
Eleutherodactylus erythroproctus es una especie de rana de la familia Eleutherodactylidae.

## Distribución geográfica
Es endémica del centro-oeste de Cuba.